# Косовка (приток Большой Рассохи)
Косовка — река в Таймырском Долгано-Ненецком районе Красноярского края, правый приток реки Большая Рассоха, притока реки Гусиха, притока реки Хатанга.

## География
Образуется из ручьёв термокарста. Длина 46 километров, площадь бассейна 213 км². Впадает в реку Большая Рассоха. Река мелководна — у устья глубина всего 60 сантиметров. В бассейне реки множество небольших озёр. 5 притоков справа, 2 слева, включая Малую Косовку на 28 километре от устья.

## Данные водного реестра
По данным государственного водного реестра России относится к Енисейскому бассейновому округу, речной бассейн реки — Хатанга, речной подбассейн реки — Хатанга от слияния Хеты и Котуя до устья, водохозяйственный участок реки — реки бассейна моря Лаптевых от мыса Прончищева до границы между Таймырским (Долгано-Ненецким) автономным округом и Республикой Саха (Якутия) без реки Хатанга.
Код объекта в государственном водном реестре — 17040400212117600005476.